# Piedade dos Gerais
Piedade dos Gerais là một đô thị thuộc bang Minas Gerais, Brasil. Đô thị này có diện tích 260,633 km², dân số năm 2007 là 4542 người, mật độ 16,5 người/km².